# Jandarmeria Română (revistă)
Jandarmeria Română este publicația oficială a instituției cu același nume, editată de Inspectoratul General al Jandarmeriei Române, prin Serviciul Informare și Relații Publice.
A fost înființată în anul 1922 – la patru ani de la Întemeierea României Mari – apariția acesteia fiind întreruptă în anul 1948. A reapărut după Revoluție, în anul 1991.
Cu apariții trimestriale, revista se adresează personalului militar din cadrul Jandarmeriei, dar și societății civile, precum și celor interesați despre activitățile, misiunile și competențele structurilor armei.
Începând din luna februarie 2009, revista Jandarmeria Română a devenit membru al rețelei ELEMENT (Europol Law Enforcement Magazine Editors’ Networking Tool) – rețeaua editorilor magazinelor agențiilor din Uniunea Europeană responsabile cu aplicarea legii, rețea creată de EUROPOL.
Publicația este înregistrată la Centrul Național ISSN din cadrul Bibliotecii Naționale a României, codul numeric standardizat al acesteia fiind ISSN 1843 – 388X.